# Luigi II d'Amboise
Luigi II d'Amboise (Francia, 1477 – Loreto, 3 marzo 1511) è stato un vescovo cattolico e cardinale francese.
Era figlio di Carlo I d'Amboise (1430 – 1481), favorito del re Luigi XI, e di Caterina di Chauvigny.

## Biografia

Stemma di Luigi II d'Amboise

Egli compì i suoi studi al Collegio di Navarra e poi alla Facoltà delle Arti di Parigi. Divenne coadiutore dello zio Luigi I d'Amboise (1433 – 1503) vescovo di Albi dal 1474 al 1502. Già dal 22 maggio del 1497 fu decisa la sua successione allo zio. Ordinato sacerdote nel 1499, fu provvisto di una prebenda a  Chartres.
Il 9 agosto 1501 fu nominato vescovo di Autun da papa Alessandro VI, pur conservando le sue funzioni di arcidiacono a Chartres e di questore della Sainte Chapelle di Bourges.
Nei mesi di agosto e settembre 1502 fece parte del seguito di Luigi XII durante la sua campagna in Italia. Dopo il decesso dello zio Luigi I, nel 1503 prese possesso della sede vescovile di Albi.
Il 17 ottobre 1505 nel castello di Blois concesse la dispensa necessaria per il matrimonio di Germana de Foix, nipote del re, con Ferdinando II di Aragona.
Nel concistoro del 18 dicembre 1506 Giulio II lo nominò cardinale-prete con il titolo cardinalizio dei Santi Marcellino e Pietro.
L'anno successivo tornò in Italia con il re Luigi XII, entrando con lui trionfalmente in Genova.
Recatosi in pellegrinaggio al Santuario della Santa Casa di Loreto con il cugino, cardinale 
Francesco Guglielmo di Castelnau de Clermont-Lodève, morì a Loreto. La sua salma fu inumata nel Santuario stesso.

## Parentele con altri porporati
Luigi II d'Amboise era cugino primo di due altri cardinali:
- Giorgio II d'Amboise (1488 – 1550), nominato cardinale da papa Paolo III il 15 dicembre 1546, era figlio di Giovanni IV d'Amboise (1440 – 1516), fratello del padre di Luigi, Carlo I d'Amboise
- Francesco Guglielmo di Castelnau de Clermont-Lodève (1480 – 1541), nominato cardinale il 29 novembre 1503 da papa Giulio II, era figlio di Pietro Tristano, barone di Castelnau-Bretonoux e di Clermont-Lodève, e di Caterina d'Amboise, sorella del padre di Luigi, Carlo I d'Amboise

Inoltre Luigi II era nipote del cardinale Giorgio I d'Amboise (1460 – 1510), primo ministro di Luigi XII e vescovo di Rouen, in quanto questi era fratello del padre.

## Ascendenza
|                           |                         |                                    | Genitori                   |  |  | Nonni |  |  | Bisnonni                |  |  | Trisnonni               |  |
|                           |                         |                                    |                            |  |  |       |  |  | 8. Hugues III d'Amboise |  |  | 16. Hugues II d'Amboise |  |
|                           |                         |                                    |                            |  |  |       |  |  | 8. Hugues III d'Amboise |  |  | 16. Hugues II d'Amboise |  |
|                           |                         | 17. Marguerite de Joinville        |                            |  |  |       |  |  | 8. Hugues III d'Amboise |  |  |                         |  |
| 4. Pierre d'Amboise       |                         |                                    |                            |  |  |       |  |  | 8. Hugues III d'Amboise |  |  |                         |  |
|                           |                         | 9. Jeanne Guénand                  | 18. Guillaume III Guénand  |  |  |       |  |  |                         |  |  |                         |  |
|                           |                         | 9. Jeanne Guénand                  | 18. Guillaume III Guénand  |  |  |       |  |  |                         |  |  |                         |  |
|                           |                         | 9. Jeanne Guénand                  | 19. Anette d'Amboise       |  |  |       |  |  |                         |  |  |                         |  |
| 2. Charles I d'Amboise    |                         | 9. Jeanne Guénand                  |                            |  |  |       |  |  |                         |  |  |                         |  |
|                           |                         | 10. Jean IV de Bueil               | 20. Jean III de Bueil      |  |  |       |  |  |                         |  |  |                         |  |
|                           |                         | 10. Jean IV de Bueil               | 20. Jean III de Bueil      |  |  |       |  |  |                         |  |  |                         |  |
|                           |                         | 10. Jean IV de Bueil               | 21. Jeanne d'Avoir         |  |  |       |  |  |                         |  |  |                         |  |
| 5. Anne de Bueil          |                         | 10. Jean IV de Bueil               |                            |  |  |       |  |  |                         |  |  |                         |  |
|                           |                         | 11. Marguerite-Dauphine d'Auvergne | 22. Béraud II d'Auvergne   |  |  |       |  |  |                         |  |  |                         |  |
|                           |                         | 11. Marguerite-Dauphine d'Auvergne | 22. Béraud II d'Auvergne   |  |  |       |  |  |                         |  |  |                         |  |
|                           |                         | 11. Marguerite-Dauphine d'Auvergne | 23. Marguerite de Sancerre |  |  |       |  |  |                         |  |  |                         |  |
| 1. Louis II d'Amboise     |                         | 11. Marguerite-Dauphine d'Auvergne |                            |  |  |       |  |  |                         |  |  |                         |  |
|                           | 12. Guy II de Chauvigny | 24. Guy I de Chauvigny             |                            |  |  |       |  |  |                         |  |  |                         |  |
|                           | 12. Guy II de Chauvigny | 24. Guy I de Chauvigny             |                            |  |  |       |  |  |                         |  |  |                         |  |
|                           | 12. Guy II de Chauvigny | 25. Blanche de Brosse              |                            |  |  |       |  |  |                         |  |  |                         |  |
| 6. André de Chauvigny     | 12. Guy II de Chauvigny |                                    |                            |  |  |       |  |  |                         |  |  |                         |  |
|                           |                         | 13. Antoinette de Dalmas           | 26. Guy de Dalmas          |  |  |       |  |  |                         |  |  |                         |  |
|                           |                         | 13. Antoinette de Dalmas           | 26. Guy de Dalmas          |  |  |       |  |  |                         |  |  |                         |  |
|                           |                         | 13. Antoinette de Dalmas           | 27. Marie de Castelnau     |  |  |       |  |  |                         |  |  |                         |  |
| 3. Catherine de Chauvigny |                         | 13. Antoinette de Dalmas           |                            |  |  |       |  |  |                         |  |  |                         |  |
|                           |                         | 14. Edouard de Beaujeu             | 28. Guillaume de Beaujeu   |  |  |       |  |  |                         |  |  |                         |  |
|                           |                         | 14. Edouard de Beaujeu             | 28. Guillaume de Beaujeu   |  |  |       |  |  |                         |  |  |                         |  |
|                           |                         | 14. Edouard de Beaujeu             | 29. Marguerite de Gorse    |  |  |       |  |  |                         |  |  |                         |  |
| 7. Jacqueline de Beaujeu  |                         | 14. Edouard de Beaujeu             |                            |  |  |       |  |  |                         |  |  |                         |  |
|                           |                         | 15. Jacqueline de Lignières        | 30. Jean V de Lignières    |  |  |       |  |  |                         |  |  |                         |  |
|                           |                         | 15. Jacqueline de Lignières        | 30. Jean V de Lignières    |  |  |       |  |  |                         |  |  |                         |  |
|                           |                         | 15. Jacqueline de Lignières        | 31. Jacqueline de Chambly  |  |  |       |  |  |                         |  |  |                         |  |
|                           |                         | 15. Jacqueline de Lignières        |                            |  |  |       |  |  |                         |  |  |                         |  |